# Sarcoglottis maroaensis
Sarcoglottis maroaensis är en orkidéart som beskrevs av Gustavo Adolfo Romero och Germán Carnevali. Sarcoglottis maroaensis ingår i släktet Sarcoglottis och familjen orkidéer. Inga underarter finns listade i Catalogue of Life.